# Patsós
Patsós, en grec moderne : Πατσός, est un village du dème d'Amári, dans le district régional de Réthymnon de la Crète, en Grèce. Selon le recensement de 2011, la population de Patsós compte 271 habitants.
Le village est situé à une altitude de 490 mètres.

## Recensements de la population
| Recensements | 1900 | 1920 | 1928 | 1940 | 1951 | 1961 | 1971 | 1981 | 1991 | 2001 | 2011 |
| ------------ | ---- | ---- | ---- | ---- | ---- | ---- | ---- | ---- | ---- | ---- | ---- |
| Population   | 69   | 139  | 174  | 255  | 243  | 240  | 223  | 175  | /    | 200  | 271  |

## Source de la traduction
- (el) Cet article est partiellement ou en totalité issu de l’article de Wikipédia en grec moderne intitulé « Πατσός Ρεθύμνου » (voir la liste des auteurs).